# Устє Руське
Устя Руське (пол. Uście Ruskie, після 1949 року — Усьце-Ґорлицьке, пол. Uście Gorlickie) — лемківське село в сучасній Польщі, в гміні Устя-Горлицьке Горлицькому повіті Малопольського воєводства. Населення — 1187 осіб (2011).

## Розташування
Лежить над річкою Ропа.

## Назва
Первинна назва «Устя» походить від місця розташування села — впадіння річки Ждиня в річку Ропа. В 1765 р. носить назву «Устя Волоське», за Австро-Угорщини — «Устя Руське», в 1949 р. (після депортації українців) — «Устя Горлицьке».

## Історія
Село закріпачене у другій половині XIV ст. на німецькому праві, хоча в 1414 р. згадується упосадженою на волоському праві, в дійсності на яке переведена в 1512 р. Станіславом Гладишем гербу Гриф.
Податковий реєстр 1581 р. засвідчує 5 селянських господарств, господарство солтиса, господарство священика і церкву. Реєстр 1629 р. засвідчує зростання кількості селянських господарств і появу тартака і млина.
В 1539 р. утворена парохія, збереглася ерекційна грамота у краківському архіві. У 1691 р. парохія прийняла унію. До 1945 р. в селі була греко-католицька парохія Горлицького деканату, до якої також належали Квятонь і Одерне, метричні книги велися з 1786 року В ході Тилявської схизми більшість українців (417 із 744) перейшли до Польської православної церкви. В селі була москвофільська читальня імені Качковського.
За Австро-Угорщини виросло до статусу містечка, яке виконувало адміністративні та господарські функції для лемківського населення по обидва боки Карпат.
Восени 1918 р. кільканадцять днів було столицею Лемківської республіки.
До 1945 року було майже чисто лемківське населення: з 1160 жителів села — 850 українців, 90 латинників, 210 поляків (переважно в присілку Одерне — працівники гути скла) і 10 євреїв.
Після Другої світової війни Лемківщина, попри сподівання лемків на входження в УРСР, була віддана Польщі, а корінне українське населення примусово- вивозилося в СРСР. Згодом, у період між 1945 і 1947 роками, в цьому районі тривала боротьба між підрозділами УПА проти радянських і польських і військ. Ті з українців, хто вижив, 1947 року під час операції Вісла були ув'язнені в концтаборі Явожно або депортовані на понімецькі землі Польщі, натомість заселено поляків.
У 1975—1998 роках село належало до Новосондецького воєводства.

## Демографія
Демографічна структура станом на 31 березня 2011 року:
|          | Загалом | Допрацездатний вік | Працездатний вік | Постпрацездатний вік |
| -------- | ------- | ------------------ | ---------------- | -------------------- |
| Чоловіки | 588     | 137                | 409              | 42                   |
| Жінки    | 599     | 130                | 371              | 98                   |
| Разом    | 1187    | 267                | 780              | 140                  |

## Пам'ятки
Об'єкти, перераховані в реєстрі пам'яток Малопольського воєводства:

- В селі є дерев'яна греко-католицька церква Преп. Мат. Параскеви 1786 р., з 1947 р. використовувалася під костел, з 1956 р. також епізодично проводив службу Василь Гриник, а в 1997 р. остаточно повернена греко-католицькій громаді.
  - Прицерковний цвинтар.
  - Огорожа з воротами.
- Прицвинтарна дерев'яна каплиця 1879 р.
- Поряд є також Військове кладовище № 57 часів Першої світової війни[7].
- Корчма лемківська, дерев'яна, збудована на початку XX ст.

Також у центрі села стоїть пам'ятник лемкам, полеглим у Другій світовій війні в рядах підпілля, Червоної армії та Польської Народної Армії.

## Відомі уродженці та жителі
- Мирослава Хом'як, польський філолог, автор граматики лемківського діалекту та багатьох книжок